# Західний Коралай-Патту (підрозділ окружного секретаріату)
Підрозділ окружного секретаріату Західний Коралай-Патту — підрозділ окружного секретаріату округу Баттікалоа, Східна провінція, Шрі-Ланка. Складається з 8 Грама Ніладхарі.

## Демографія
| №      | Грама Ніладхарі           | Населення | Чоловіки | Жінки | Діти | Дорослі |
| ------ | ------------------------- | --------- | -------- | ----- | ---- | ------- |
| 207    | Західний Міраводай-Муслім | 2614      | 1299     | 1315  | 1090 | 1524    |
| 207A   | Манчолай                  | 2238      | 1060     | 1178  | 846  | 1392    |
| 207B   | Східний Міраводай-Муслім  | 2992      | 1468     | 1524  | 1134 | 1858    |
| 208    | Оддамаваді-3              | 2452      | 1207     | 1245  | 950  | 1502    |
| 208B   | Південний Оддамаваді-1    | 2162      | 1101     | 1061  | 770  | 1392    |
| 208B/2 | Північний Оддамаваді-1    | 3055      | 1520     | 1535  | 1203 | 1852    |
| 208C   | Оддамаваді-2              | 2165      | 1106     | 1059  | 819  | 1346    |
| 210    | Папер-Таун                | 3307      | 1658     | 1649  | 1375 | 1932    |
|        | Всього                    | 20985     | 10419    | 10566 | 8187 | 12798   |